# Tirso de Molina
Pour les articles homonymes, voir Molina.
Tirso de Molina (né Gabriel José López Téllez le 24 mars 1579 et mort vers le 20 février 1648) est, avec Lope de Vega et Pedro Calderón de la Barca, l'un des grands auteurs de théâtre du Siècle d'or espagnol. Il est célèbre pour avoir écrit la première pièce de théâtre sur le personnage mythique de Don Juan, avant Molière, Goldoni, Pouchkine, Balzac, Mérimée, Dumas, Byron et Corneille : El Burlador de Sevilla.

## Biographie
On situe sa naissance à Madrid, mais on ignore tout de son enfance. Il entre au couvent de la Merci à seize ans et prononce ses vœux un an plus tard, en 1601. De 1614 à 1615 il vécut dans le couvent à Estercuel. Après des études à Guadalajara et Salamanque, il réside en Galice et au Portugal, passe quelque temps à Séville, puis s'embarque pour Saint-Domingue où il restera deux ans.
Tirso de Molina fut un auteur fécond. Il écrivit 317 comédies de mœurs, d'intrigue, de caractères, morales et religieuses. L'essentiel de son œuvre fut produite entre 1610 et 1625, période durant laquelle il jouit d'une très grande popularité comme homme de théâtre et fréquente assidûment la Cour et les milieux littéraires. Cette popularité est brusquement interrompue lorsqu'en 1624, une « Assemblée de Réforme » l'accuse, lui et d'autres auteurs, de corrompre les mœurs par des « comédies profanes ». Il est alors condamné à quitter la Cour et il lui est interdit d'écrire pour le théâtre. En 1632 il est nommé chroniqueur de l'Ordre de la Merci, puis commandeur du couvent de Soria. Il y meurt en février 1648.

## Œuvres
- La Santa Juana
- Marta la piadosa (1614)
- Los amantes de Teruel (1615)
- El Burlador de Sevilla y convidado de piedra (1630)
- El vergonzoso en palacio
- Don Gil de las calzas verdes (1615)
- La prudencia en la mujer (1622)